# DJ UTO
 DJ UTO （ディージェー・ウト、1977年10月15日 - ）は、日本のDJ、音楽プロデューサーである。本名は加藤 和宏（かとう かずひろ）。元エグジットチューンズ（旧クエイク）代表取締役。

## 来歴
- 1996年、DJデビュー。
- 2003年、日本テレビ系『マネーの虎』で、マネー成立で得た資金を元手にレーベルを設立。[1]
- 2007年、日本テレビ系オーディション番組『歌スタ!!』で、"ウタイビトハンター"（審査員）として参加する。9月、ドイツ・ハンブルクの中央駅の地下を走る全長数百メートルのトンネル内で行われるライブ、『TIME TUNNEL 12 @ WALLINGTUNNEL』に日本人として初参加が決定する。
- 2008年、日本テレビ系『歌スタ!!』において、ファッション雑誌『ピチレモン』連動企画女性アイドルユニット「裏ピチモユニット」のプロデューサーを務め、崎谷健次郎、three tight b、m.c.A・Tと共同で後にデビューする『フルーツ』の1st.シングル「恋のセゾン」を制作した。
- 2014年4月に、エグジットチューンズ代表取締役を退任し、現在はクラブ「nagomix 渋谷」オーナー[2]。